# Shigemitsu Egawa
Shigemitsu Egawa (江川 重光, Egawa Shigemitsu, 31 de janeiro de 1966) é um ex-futebolista japonês.

## Seleção nacional
Shigemitsu Egawa participou dos Copa do Mundo de Futsal de 1989.